# توأمة إلكترونية

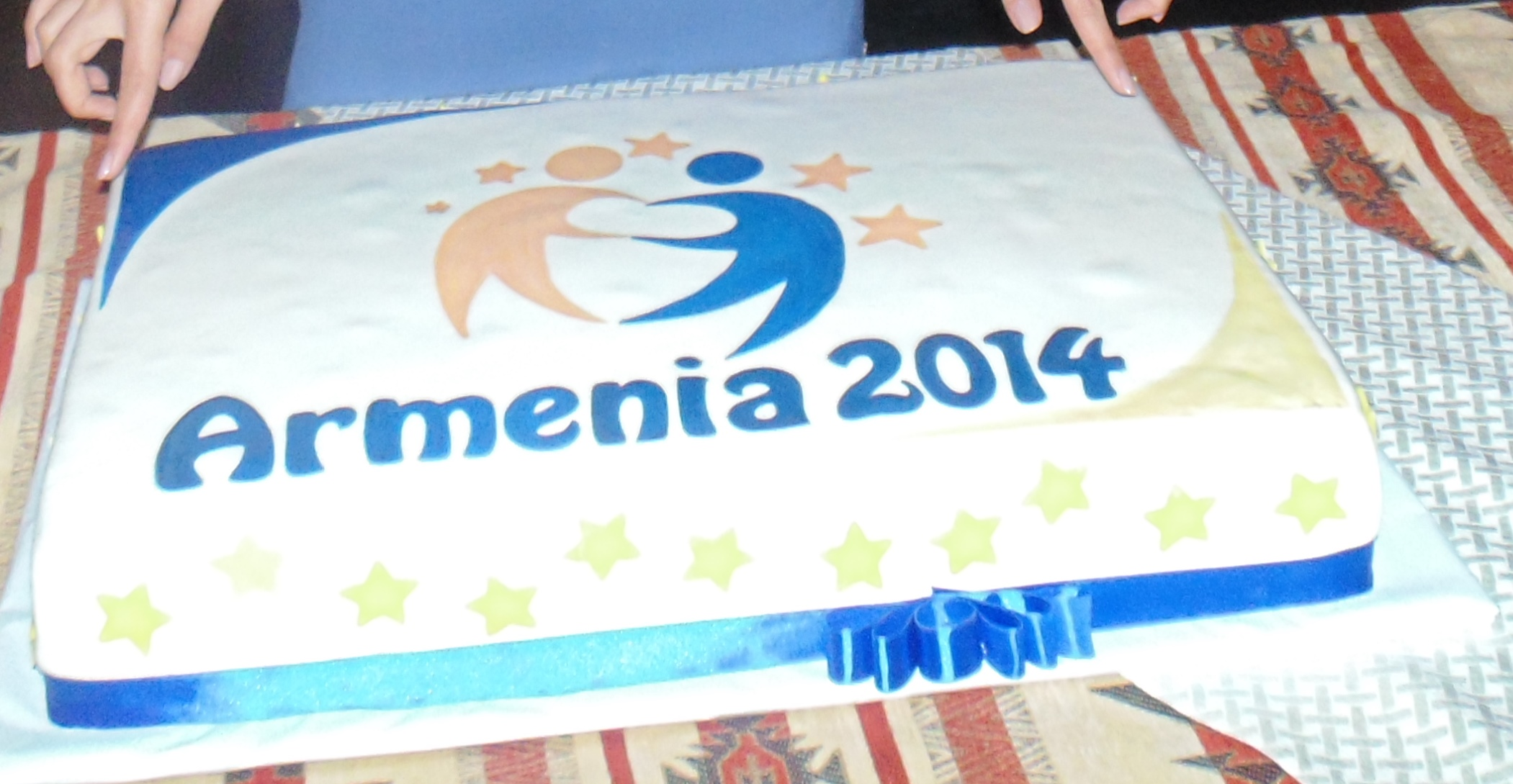
توأمة إلكترونية

برنامج التوأمة الإلكترونية التفاعلي هو مبادرة من المفوضية الأوروبية يهدف إلى تشجيع تعاون المدارس الأوروبية فيما بينهم باستخدام تكنولوجيا المعلومات و الاتصالات(ICT) من خلال توفير البنية التحتية اللازمة لهم (الأدوات والخدمات والدعم عبر الإنترنت). وذلك لتمكين المعلمين المسجلين في برنامج التوأمة الإلكترونية التفاعلي من تكوين شراكات متبادلة وتطوير مشاريع مدرسية تعاونية وتربوية في أي مجال من المجالات التعليمية التي تتطلب وحدها توظيف تكنولوجيا المعلومات والاتصالات (ICT) لتطوير مشروعهم والتعاون مع معلمين من دول أوروبية أخرى (وهي تتطلب وجود مدرسين اثنين من بلدين أوروبيين مختلفين على الأقل). مساحة العمل الأساسية لبرنامج التوأمة الإلكترونية هو الموقع الإلكتروني (www.etwinning.net) وهي متوفرة في خمسة وعشرين لغة. المعلمون المسجلون في برنامج التوأمة الإلكترونية يطلق عليهم معلمي التوأمة الإلكترونيين، يعثرون على بعضهم، ويتواصلون ويشاركون المصادر ويتعاونون من خلال منصة التوأمة الإلكترونية. وقد فرض هذا المجتمع المتنامي والنشط التغيير في شعار التوأمة الإلكترونية من "شراكات مدرسية في أوروبا" إلى "مجتمع المدارس في أوروبا.

## التكوين
رأى هذا المشروع النور في 2005 في إطار برنامج التعليم الإلكتروني التابع للاتحاد الأوروبي (EU)، وتم دمجه في برنامج التعلم مدى الحياة منذ 2007. التوأمة الإلكترونية هي جزء من برنامج Erasmus+، برنامج الاتحاد الأوروبي للتعليم والتدريب والشباب والرياضة.

## السياق التاريخي
تم اطلاق العمل في برنامج التوأمة الإلكترونية في يناير 2005. وقد امتثلت أهدافهه الرئيسية لقرار المجلس الأوروبي في برشلونة في مارس 2002، لتعزيز التوأمة المدرسية كفرصة لجميع الطلاب لتعلم وممارسة مهارات تكنولوجيا المعلومات (ICT)، ولتعزيز الوعي بنموذج المجتمع الأوروبي متعدد الثقافات. وتعتبر الآن عنصر ناجح للغاية في برنامج Erasmus+ program، وهو برنامج الاتحاد الأوروبي للتعليم والتدريب والشباب والرياضة. وكانت قد شاركت أكثر من 13000 مدرسة في التوأمة الإلكترونية خلال عامها الأول. وفي خريف 2008، تم تسجيل أكثر من 50000 معلم و 4000 مشروع عندما تم إطلاق منصة التوأمة الإلكترونية الجديدة. ابتداءً من يناير 2018، يتم تشغيل أكثر من 70000 مشروع في الفصول الدراسية في جميع أنحاء أوروبا، وازداد العدد الإجمالي للمعلمين المسجلين بشكل كبير يصل إلى 550000، وبلغ عدد المدارس المسجلة 190000 (يتم تحديث الأرقام يوميًا على www.etwinning.net).
```
في أوائل 2009، تغير شعار التوأمة الإلكترونية من «شراكات المدارس في أوروبا» إلى «مجتمع المدارس في أوروبا».
```

## عملية التشغيل
الفكرة الرئيسية وراء التوأمة الإلكترونية هي ان تقترن مدرسة بمدرسة أخرى في مكان آخر في أوروبا والقيام بالتعاون لتطوير مشروعٍ ما، ويُعرف أيضاً باسم مشروع التوأمة الإلكترونية. بعد ذلك تتواصل المدرستان باستخدام الإنترنت (على سبيل المثال، عن طريق البريد الإلكتروني أو مؤتمرات الفيديو) للتعاون والمشاركة والتعلم من بعضهما البعض. وتعزز التوأمة الإلكترونية مهارات تكنولوجيا المعلومات والاتصالات ICT وتطورها باعتبارها الأنشطة الرئيسية التي تستخدم تكنولوجيا المعلومات بطبيعتها. كما أن 'التوأمة' مع مدرسة أجنبية تشجع على تبادل المعرفة عبر الثقافات، وتعزز الوعي المشترك بالثقافات لدى الطلاب، وتحسن مهارات الاتصال لديهم.
تستمر مشاريع التوأمة الإلكترونية لأي فترة زمنية تتراوح من أسبوع واحد فقط إلى أشهر، حتى إنشاء علاقات دائمة بين المدارس. وبإمكان المدارس (الابتدائية والثانوية) داخل قائمة الدول الأعضاء في الاتحاد الأوروبي المشاركة في مشروع التوأمة الإلكترونية، بالإضافة إلى مدارس من تركيا والنرويج وأيسلندا.
على عكس البرامج الأوروبية الأخرى، مثل برنامج جان آموس كومينيوس، يتم إجراء جميع الاتصالات عبر الإنترنت وبالتالي ليست هناك حاجة للحصول على منح. على نفس المنوال، لا يتطلب الأمر عقد اجتماعات مباشرة بين المدارس الشريكة، على الرغم من أنها ليست محظورة، في حين أن بعض المدارس تنظم اجتماعات مباشرة وجهًا لوجه.
وقد تم منح شبكة المدارس الأوروبية دور خدمة الدعم المركزية (CSS) على المستوى الأوروبي. كما أن برنامج التوأمة الإلكترونية مدعومة أيضاً بشبكة من خدمات الدعم الوطنية (NSS).

## الدول المشاركة
الدول الأعضاء في الاتحاد الأوروبي هم جزء من التوأمة الإلكترونية: النمسا وبلجيكا وبلغاريا وكرواتيا وقبرص وجمهورية التشيك والدنمارك واستونيا وفنلندا وفرنسا وألمانيا واليونان وهنغاريا وإيرلندا وهولندا وإيطاليا ولاتيفيا وليتوانيا ولوكسمبورغ ومالطا وبولندا والبرتغال ورومانيا وسلوفاكيا وسلوفينيا وإسبانيا والسويد والمملكة المتحدة. كما أن الأراضي والبلدان الواقعة ما وراء البحار مؤهلة. وبالإضافة إلى ذلك، يمكن للأبانيا والبوسنا والهرسك وشمال مقدونيا وأيسلندا وليختنشتاين والنرويج وصربيا وتركيا أيضا المشاركة.
كما أنها يمكن أن تشارك مع سبع دول من الجوار الأوروبي - أرمينيا وأذربيجان وجورجيا ومولدوفا وأوكرانيا، وهي تمثل جزء من الشراكة الشرقية، كما يمكن أن تشارك تونس والأردن حيث تعتبر جزء من الشراكة الأوروبية المتوسطية (EUROMED)، وهي أيضًا جزء من التوأمة الإلكترونية عبر مخطط امتداد التوأمة الإلكترونية
(https://plus.etwinning.net)

## وصلات خارجية
- The official portal for eTwinning (available in 28 languages)
- European Schoolnet
- German eTwinning website
- British Council eTwinning
- Greek eTwinning website
- eTwinning – Italy
- Spanish eTwinning website نسخة محفوظة 6 يونيو 2012 على موقع واي باك مشين.
- French eTwinning website
- Press Release for 2008 etwinning prizes

### مقاطع الفيديو
- eTwinning YouTube channel